# 佐世保市立野崎中学校
佐世保市立野崎中学校（させぼしりつ のざきちゅうがっこう）は、長崎県佐世保市野崎町にあった公立中学校。
2016年（平成28年）3月末をもって閉校し、佐世保市立愛宕中学校に統合された。

## 概要
歴史
1947年（昭和22年）の学制改革により、佐世保市立俵浦小学校に併設される形で「佐世保市立俵浦中学校」として開校。校名が「佐世保市立野崎中学校」となったのは1972年（昭和47年）。2012年（平成24年）には創立65周年を迎えた。佐世保市立愛宕中学校への統合のため、2016年（平成28年）3月末に閉校し、69年の歴史に幕を下ろした。
校訓
「信愛・自主・努力」
校章
輝く太陽と海の波を組み合わせたものを背景にして中央に「中」の文字を置いている。
校歌
1973年（昭和48年）に制定。作詞は中嶋英治、作曲は菅沼義重による。歌詞は3番まであり、各番の最後に校名の「野崎中学校」が登場する。
校区
- 佐世保市立俵浦小学校
- 佐世保市立庵浦小学校

## 沿革
- 1947年（昭和22年）4月1日 - 学制改革（六・三制の実施）により、新制中学校「佐世保市立俵浦中学校」が発足。
  - 佐世保市立俵浦小学校に併設される。初代校長に末永健吉が就任。
- 1951年（昭和26年）12月 - 野崎町に木造新校舎6教室が完成し、移転を完了。小学校との併設を解消。
- 1954年（昭和29年）9月 - 校歌を制定。
- 1956年（昭和31年）7月 - 校旗を制定。
- 1957年（昭和32年）10月 - 運動場が整備される。
- 1961年（昭和36年）2月 - 校舎を増築。
- 1963年（昭和38年）4月 - 体育館が完成。
- 1972年（昭和47年）
  - 4月1日 - 「佐世保市立野崎中学校」に改称。
  - 6月 - 新校旗を制定。
- 1973年（昭和48年）2月 - 新校歌を制定。
- 1979年（昭和54年）10月 - 運動場を拡張。
- 1985年（昭和60年）2月 - 鉄筋コンクリート造3階建ての新校舎が完成。
- 1987年（昭和62年）8月 - プールが完成。
- 1991年（平成3年）3月 - パソコン教室を設置。
- 1992年（平成4年）2月 - 新校門が完成。
- 1995年（平成7年）3月 - クラブハウスが完成。
- 1998年（平成10年）10月 - 佐世保市中学校体育大会駅伝競技（男子の部）において優勝。長崎県立野崎養護学校[1]との交流を実施。
- 2008年（平成20年）9月 - 学校給食を開始。佐世保市船越小学校との親子方式給食であった[2]。
- 2016年（平成28年）3月31日 - 閉校。佐世保市立愛宕中学校に統合された。

## 交通
最寄りのバス停
- 西肥バス（させぼバスが担当） 「野崎」バス停

最寄りの幹線道路
- 長崎県道149号俵ヶ浦日野線

## 周辺
- 特別養護老人ホーム海南荘
- 佐世保市立俵浦小学校